# SEAT 128

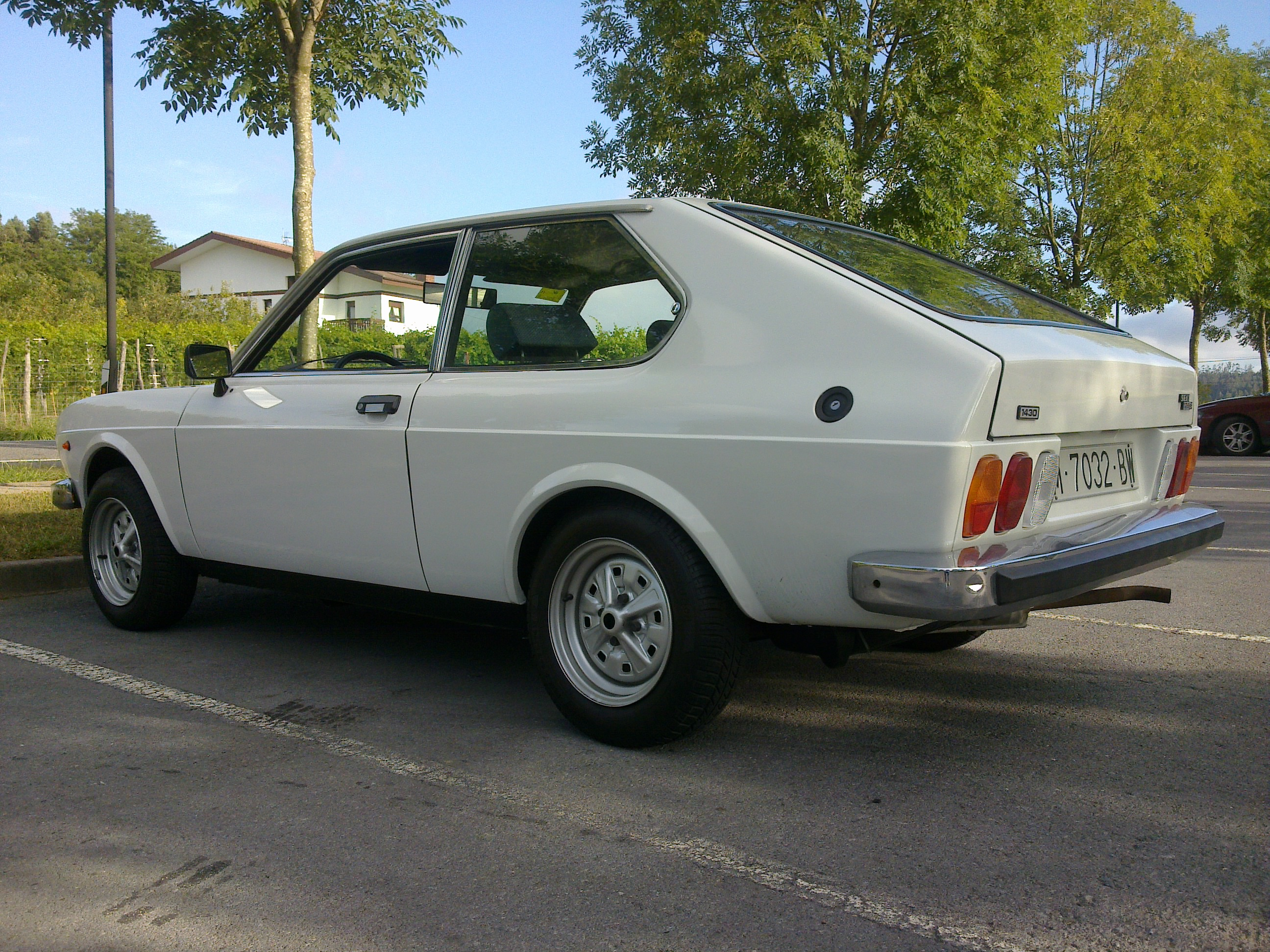
Vista 3/4 del darrere

El SEAT 128 3p va ser l'única versió del Fiat 128 fabricada per SEAT. Al contrari que els seus cosins italians, les versions de SEAT equipaven els mateixos motors de 1200 i 1430cc del SEAT 124. Dissenyat a Fiat Centro Stile, el Fiat 128 3P es va posar a la venda a Itàlia un any abans; els panells de la carrosseria es van enviar des de Torí a la planta de muntatge de SEAT a Barcelona.
Malgrat l'atractiu de la seua carrosseria, les vendes del 128 no van ser molt elevades. Per una banda tenia una habitabilitat comparable a la del 127 que era molt més econòmic i unes prestacions que eren superades per algunes versions del 124 i del 131 que oferien més espai per als passatgers. El període de producció va ser doncs molt curt, entre 1976 i 1979.